# Серый дрозд-отшельник
Серый дрозд-отшельник (лат. Myadestes unicolor) — вид воробьиных птиц из семейства дроздовых. Подвидов не выделяют. Распространён в Мексике и Центральной Америке. 

## Описание
Серый дрозд-отшельник достигает длины 19—20,5 см и массы от 30 до 44 г. Половой диморфизм не выражен. Оперение взрослых особей сверху тёмно-сланцево-серое, снизу немного светлее. Первостепенные кроющие перья крыльев черноватые, маховые перья чёрные с желтоватой каймой, внешние рулевые перья беловато-серые. Прерывистое окологлазное кольцо беловатое; клюв тёмный; ноги желтоватые. Молодые особи тёмные, сверху с желтоватыми пятнами с черноватой окантовкой, желтоватой полосой усов, снизу с беловато-жёлтыми центрами перьев.

## Вокализация
Песня часто начинается нерешительно с нескольких слабых нот, затем разбивается на разнообразные серии чистых или дрожащих флейтовых свистов, очень красивых, часто включающих или заканчивающихся свободной трелью, например, «weedu teee wheeoee du du whit whit whit… du-whip! Drrrreee teedle-o chup chup chup…». Позывки включают в себя жёсткое носовое «rrank» или «rran» и более жужжащее «zzrink».

## Распространение и места обитания
Серый дрозд-отшельник распространён в Мексике и Центральной Америке. Международный союз орнитологов не выделяет подвидов, а Birds of the World выделяют два подвида:
- Myadestes unicolor unicolor — от юга Мексики до Гватемалы и севера Гондураса
- Myadestes pallens — север центральной части Никарагуа

Естественными местами обитания являются влажные горные вечнозелёные и сосновые леса, а также облачные леса (с обилием мхов и лишайников) на хребтах и связанных с ними оврагах Встречается на высоте 780—2700 м над уровнем моря.

## Биология
Биология практически не исследована. Пищедобывательное поведение и сотав рациона не описаны. Сезон размножения зафиксирован в апреле в Мексике (Оахака). Гнездо сооружается обычно из мха и располагается на земле среди лесных завалов на краю оврага. В кладке 2—3 яйца, беловатые с красновато-коричневыми отметинами. Другой информации нет.